# Babaoshan
Babaoshan (in cinese: 八宝山站S, Bābǎoshān zhànP) è una stazione della linea 1 della metropolitana di Pechino.

## Storia
La stazione entrò in servizio il 7 novembre 1971, quando il tratto operativo della prima fase della metropolitana di Pechino venne esteso dalla stazione di Pechino a Guchenglu (oggi Gucheng).
Nel 2007, per installare i tornelli automatici di ingresso, la stazione di Babaoshan è stata ampliata con la costruzione di quattro nuovi ingressi agli angoli dell'incrocio tra Shijingshan Road, Shangzhuang Street e Lugu East Street, mentre i vecchi accessi sono stati chiusi.

## Posizione
La stazione di Babaoshan è situata nel sottodistretto Babaoshan, afferente al distretto Shijingshan della città di Pechino, nella periferia occidentale della capitale. La stazione è stata costruita all'incrocio tra Shijingshan Road, Shangzhuang Street e East Lugu Street e, nelle vicinanze, si trova il Cimitero rivoluzionario di Babaoshan e il parco urbano ricreativo di Laoshan. 

## Struttura e impianti
La stazione di Babaoshan è organizzata in tre piani, uno sul livello stradale e due sotterranei. Al piano superficiale è stato costruito l'atrio, con le biglietterie automatiche e il punto informazioni, mentre al primo piano è stato realizzato l'atrio terminale. Il secondo piano interrato è destinato alle banchine, organizzate secondo una struttura a isola.
La stazione dispone di 4 ingressi, indicati con le lettere A, B, C e D. Gli accessi A e D collegano i passeggeri all'atrio occidentale, mentre il B e il C a quello orientale. Entrambi gli atrii conducono alla banchina centrale.

## Servizi
La stazione dispone di:
- Accessibilità per portatori di handicap (montascale solo ingresso D; rampe in tutti gli accessi)
- Emettitrice automatica biglietti
- Servizi igienici
- Sportello automatico
- Stazione video sorvegliata
- Ufficio polizia

### Orari
Il primo treno lascia la stazione di Babaoshan in direzione Universal Resort tutti i giorni alle 5:03, mentre l'ultimo che effettua tutta la tratta parte alle 22:57. Alcuni treni effettuano solo una parte della tratta della linea 1 − Batong, fermando alla stazione di Sihuidong, con l'ultimo treno che effettua servizio alle 23:39.
In direzione opposta, verso Gucheng, il primo treno effettua servizio alle 5:28 mentre l'ultimo alle 00:14.

## Interscambi
- Fermata autobus.